# Juan Ruiz de Torres
Juan Ruiz de Torres (Madrid, 13 de julio de 1931 - Madrid, 24 de abril de 2014) fue un poeta, narrador y ensayista español. Después de una carrera como profesor e ingeniero principalmente, se dedicó a la promoción cultural desde 1980, en la Asociación Prometeo de Poesía, y a la creación en poesía, narrativa y ensayo literario. Tuvo tres hijos, y fue el esposo de la escritora Ángela Reyes. Tenía en su haber la creación de la estrofa poética denominada 'decilira', y la propuesta de análisis literario en poesía denominada “mirada oblicua”, presentada el 2.6.2008 en el 44 Congreso de la Asociación Canadiense de Hispanistas (2008). Así mismo, él y el también ingeniero José Javier Márquez crearon el Inventario Relacional de la Poesía en Español, una base de datos que contiene datos de unos de 5.000 poetas de lengua española.

## Biografía
Nacido en el seno de una familia dedicada a la enseñanza (su padre, Juan José, fue fundador y director del Colegio San Juan, en Madrid y Pozuelo de Alarcón, de 1939 a 1975). Realizó estudios en la Escuela de Ingenieros Industriales de Madrid (1952-1959), donde se doctoró; también, en la Escuela Oficial de Periodismo de Madrid (1952-1955); algunos cursos en la Facultad de Economía de la Universidad Complutense de Madrid y en la Escuela de Organización Industrial, Madrid. Fundó (1955) y dirigió cuatro años el Center of American English, que desarrolló labores de enseñanza y difusión cultural. Durante un tiempo tuvo a su cargo la columna "Un isidro en Cartagena", en el diario "El Noticiero de Cartagena".
Pasó casi veinte años fuera de España: en Cali, como profesor de ingeniería eléctrica en la Universidad del Valle, luego como director del Centro Industrial del Servicio Nacional de Aprendizaje (SENA). Pasó a ser ingeniero de la Corporación del Valle del Cauca (CVC), durante cuatro años; en Nueva York, fue profesor visitante en Columbia University. Desde 1967 se incorporó a la O.I.T., en Chile y en Grecia, como experto economista industrial; en República Dominicana, como experto de U.N.I.D.O.; luego, en Bélgica y en Italia, como ingeniero de IBM Europa, hasta finales de 1978. A su regreso a España, trabajó como ingeniero de IBM España hasta 1991, fecha en se acogió a una jubilación anticipada, lo que le permitió licenciarse y doctorarse en Filología en la Universidad Autónoma de Madrid.
Desde 1948 tuvo considerable actividad en el campo del teatro aficionado. En Madrid fundó y dirigió (1949-1954) la Asociación de Amigos del Teatro, en la que representó las obras de Muñoz Seca, Arniches, Jardiel Poncela y otros. En 1952 fundó y dirigió siete años el Teatro de Ensayo de la Escuela de Ingenieros Industriales, representando a Bernard Shaw, Thornton Wilder, Pirandello, García Lorca, Eugene O'Neill  y varios nuevos autores hispanoamericanos. En 1952, fundó el T.E.U. de la Escuela de Periodismo y estrenó en el teatro María Guerrero (Madrid) una obra de Gabriel Marcel.
En Cali fundó el Teatro Club Ateneo (más tarde Ateneo de Cali), que presentó una docena de obras clásicas y actuales, y el Festival de Autores Colombianos, que atrajo a grupos de todo el país durante dos temporadas. También dirigió brevemente los grupos teatrales de la Asociación Juvenil Hebrea de Cali y de las Facultades de Medicina y de Ingeniería. En Santiago de Chile fundó el Ateneo de Chile, que estrenó una obra del salvadoreño Roberto Arturo Menéndez. También fundó el Ateneo de Grecia, en Atenas, que representó una obra de Lorca, y con el Cineclub del Ateneo, dirigió y filmó la película “La Puerta”, mediometraje premiado en el Festival du Cinema Amateur de Cannes, y otros cortometrajes.
Con sus experiencia en talleres de poesía, fundó en España en 1980 el Taller Prometeo de Poesía Nueva (luego Asociación Prometeo de Poesía)., del que ha sido primero presidente, y luego y hasta su fallecimiento consejero. En 1989 fundó con otros profesores y poetas la Academia Iberoamericana de Poesía, de la cual es el Documentalista. En 1992 creó el Fondo de Poesía Contemporánea "San Juan de la Cruz", de la UAM. Desde 1984 coordinó con Ángela Reyes el Premio Internacional de Poesía “Encina de la Cañada”, de Villanueva de la Cañada, del cual ambos son fundadores, así como de la Casa del Tiempo (Madrid, 1998) y del Grupo del Octógono (1998-2005).
Leyó su poesía, realizado conferencias y cursos, presentado libros o hablado sobre temas poéticos o técnicos en una treintena de ciudades españolas, y en varios estados europeos (Alemania, Portugal, Rusia, Grecia, Bélgica, Polonia, la antigua Yugoslavia, Italia), americanos (Canadá, EE. UU., México, Colombia, Puerto Rico, República Dominicana, Argentina, Chile) y del mundo árabe (Marruecos, Egipto).
A partir de 2010, cuando publicó Última Puerta del Silencio, dio por concluida su labor como poeta creador y retomó su producción en narrativa, con Doce docenas, que recoge 144 cuentos suyos sobre doce temas, aparecidos en cuatro volúmenes a lo largo de 2011. En 2011 convocó a cerca de 30 escritores y publicó dos volúmenes de "Reflexiones con fecha" (R-textos), con 124 inserciones, incluidas 13 propias. En 2012 publica su propia colección de 60 R-textos, Vivir es lo que hay. También, una nueva colección de tres docenas de Historias estrechas.
En noviembre de 2013 se presentó en el Ateneo de Madrid su novela Artapatis, el persa (una versión reducida de ella había aparecido diez años antes, por entregas, en el diario El Día de Toledo).
En mayo de 2015, su viuda, la escritora Ángela Reyes, llevó a cabo una edición con el título Sobre Juan Ruiz de Torres en la que se recopilan diferentes escritos, semblanzas, poemas  y homenajes que numerosos escritores dedicaron a Juan Ruiz de Torres tras su fallecimiento. Entre estos escritores cabe citar a Joaquín Benito de Lucas, Alfredo Villaverde, Soledad Cavero, Enrique Gracia Trinidad, Joaquín Marta Sosa (Venezuela), Nicolás del Hierro, Manuel Gahete, Rafael Soler, Beatriz Villacañas, Maximiano Trapero, Angelina Lamelas, Fredo Arias de la Canal (México), Miguel Pastrana y Álvaro Fierro.

## Obra

### Narrativa
- 2003: País con islas (con el heterónimo Fumío Haruyama), Verbum, Madrid.
- 2005: Por poco no lo cuento, Altorrey Editorial, Madrid.
- 2011: Doce docenas (144 cuentos en 4 volúmenes), Corona del Sur, Málaga.
- 2012: Historias estrechas (36 cuentos), Huerga & Fierro, Madrid.
- 2012: Vivir es lo que hay (60 r-textos, "reflexiones con fecha"), Altorrey Editorial, Madrid.
- 2013: Artapatis, el persa (novela) Verbum, Madrid.

### Poesía
- 1965: La luz y la sombra
- 1968: La suma imposible (2ª edición de 1982)
- 1970: Los brindis del poeta. Proposis tou piitou (ed. bilingüe español/griego)
- 1973: Tiempo prestado
- 1975: Un camino al futuro
- 1980: Poesía para sobrevivir
- 1982: Crisantemos
- 1984: Las trece Puertas del Silencio (2ª edición de 1985).[9]
- 1985: Labio de hormiga (en colab. con Ángela Reyes)
- 1987: Viaje a la Mañana (en colab. con Ángela Reyes y Alfredo Villaverde)
- 1987: Calendario helénico. Hellenic Calendar (en colab. con Ángela Reyes, ed. bilingüe español/inglés)
- 1989: Paseos por Nygade
- 1989: Poesía, vol. 1, 1965-1979
- 1991: Verano, verano
- 1992: ¿Ti estí? (Homenaje a la Filosofía)
- 1992: Sic transit (poemas del instante fugaz)
- 1994: El Jardín de las Horas (vers. de Fumío Haruyama)
- 1995: El hombre de Ur[10]
- 1998: Copa de amor (caligramas)
- 1998: Poesía, vol. 2, 1980-1989
- 1999: Herencia
- 2000/01: Del amor tardío
- 2002: Sonetos de amor
- 2002: Décadas
- 2002: El Bosque del Tiempo, (poemas hiperbreves)
- 2003: Reflejos. Antología consultada y comentada 1952-2002
- 2010: Última puerta de silencio[11][12][13][14]
- 2013: Acogida (doce docenas de sonetos)
- 2013: Poesía oral-traumática y cósmica de Juan Ruiz de Torres
- 2014: A golpes voy llegando del futuro (poesía completa 1950-2014)

### Teatro y cine
- 1970: La puerta, mediometraje en Super8 mm (35 min.), Atenas
- 1999: Casa del Tiempo
- 2012: Trece piezas de teatro (1949-1952)

### Ensayo
- 1968: Control de gestión por grafos, Chile
- 1965: La industria metálica en el sector Cali-Palmira-Yumbo, Colombia
- 1969: Programa para la pequeña y mediana empresa, Chile
- 1972: Análisis de la Pequeña Industria en Grecia: encuesta y propuestas (4 tomos, Grecia)
- 1980: Elytis y la poesía griega contemporánea
- 1985: Quién es quién en poesía (lenguas de España), selección consultada
- 1990: Introducción a la poesía griega, hoy, El Foro de la Encina, Altorrey, Madrid
- 1993: Introducción a la poesía en español. I: Poetas del pasado
- 1994: Muestra consultada de la poesía actual en español
- 1996: Las referencias fluviales en el Shi Jing
- 1999: Nuestra poesía (del Poema del Cid a Las nanas de la cebolla)
- 2000: Arquetipos orales en la poesía española de fin de siglo (con E. Valle)
- 2001: Inventario Relacional de la Poesía en Español (I.R.P.E.: base de datos con cerca de 5.000 poetas), v1.0
- 2001: La poesía en español, 1951-2000 (tesis doctoral)
- 2008: La palabra anillada (cuatro volúmenes)

Hay dos centenares de artículos de crítica en publicaciones españolas y americanas, muchos de ellos en el Fondo Documental de Prometeo Digital (www.prometeodigital.org)   

Se han traducido tres de sus libros: La luz y la sombra: To fos ke i skiá (Bruselas, Bélgica, 1974), Los brindis del poeta: Proposis tu piitú (Grecia, Atenas, 1970) y Calendario Helénico: Hellenic Calendar (Madrid, 1987), y numerosos poemas a varias lenguas. Es autor de un CD de baladas, Espiga de trigo (2000).

## Premios y distinciones
Juan Ruiz de Torres, por decisión propia, nunca ha participado en concursos a premios de poesía.  
- 1968: Ateneo de Oro, Cali (Colombia).
- 1975: Miembro Honorario, Ateneo de Santo Domingo.
- 1978: Marketing Excellency Award, IBM Europa, Milán (Italia).
- 1981: Prometeo de Bronce, Asociación Prometeo de Poesía, Madrid.
- 1984: Abad, Orden Mesetaria del Buen Trovar.
- 1985: Medalla de Honor, Lepanto (Naupacto, Grecia).
- 1986: Gran Maestre, Orden de la Encina del Mérito Poético.
- 1987: Medalla de Honor, Instituto de Cultura Puertorriqueña (San Juan, Puerto Rico).
- 1988: Miembro Honorario, El Editor Sudamericano (La Plata, Argentina).
- 1989: Medalla Carlos Sabat Ercasty (por obra poética), (Montevideo, Uruguay).
- 1989: Miembro Honorario, Club de Poetas Latinos (Washington, EE. UU.).
- 1990: Miembro Honorario, Soc. Iberoamericana Escritores (Los Ángeles, EE. UU.).
- 1991: Académico, Palma Oro, Accademia Internazionale di Pontzen (Nápoles, Italia).
- 1991: Llave de la Ciudad, Manatí (Puerto Rico).
- 1991: Placa de Honor de ARTCUMA, Manatí (Puerto Rico).
- 1992: International Man of the Year, I.B.C., (Cambridge, Inglaterra).
- 1992: Advisory Board, American Biographical Institute (Raleigh, EE. UU.).
- 1993: Pluma de Oro, Asociación Prometeo de Poesía (Madrid).
- 1993: Maestro en Poesía, Correo de la Poesía (Valparaíso, Chile).
- 1994: Diploma al Mérito, Mail Art Show, Bluffton College (EE. UU.).
- 2000: Miembro de Honor, Club de Poetas en Vivo, Palma de Mallorca.
- 2004: Medalla de Oro José Vasconcelos, México.[15]
- 2009: Miembro Correspondiente del Círculo de Escritores de Venezuela, Caracas.[16]
- 2013: Premio Raíz de Oro (Madrid).